# 미쉘 피어스
미쉘 피어스(Michelle Pierce, 1987년 8월 27일 ~ )는 미국의 배우, 텔레비전 배우, 영화배우이다.
팰로앨토에서 태어났다.

## 영화
- 더 몽키스 포 (2013년) - 올리비아 역
- 캐스팅 카우치 (2013년) - 조던 홀리데이 역
- 러브. (2011년) - 케이트 역
- NCIS 시즌9 (2011년) - 브리나 슬레스터 역
- 월드 인베이젼 (2011년) - 쉘리 역
- 플레이 더 게임 (2008년) - 수잔 역
- 트랜스포머 (2007년)
- 우리 생애 나날들 (1965년)